# پل آبنیک
پل آبنیک مربوط به دوره پهلوی اول است و در فشم، تقاطع فشم، آبنیک، گرمابدر واقع شده و این اثر در تاریخ ۱ مهر ۱۳۸۲ با شمارهٔ ثبت ۱۰۳۹۷ به‌عنوان یکی از آثار ملی ایران به ثبت رسیده است.